# Roscommon County
Roscommon County is een county in de Amerikaanse staat Michigan.
De county heeft een landoppervlakte van 1.350 km² en telt 25.469 inwoners (volkstelling 2000). De hoofdplaats is Roscommon.